# Bagiry
Bagiry – miejscowość i gmina we Francji, w regionie Oksytania, w departamencie Górna Garonna.
Według danych na rok 1990 gminę zamieszkiwało 88 osób, a gęstość zaludnienia wynosiła 32 osób/km² (wśród 3020 gmin regionu Midi-Pireneje Bagiry plasuje się na 975. miejscu pod względem liczby ludności, natomiast pod względem powierzchni na miejscu 1664.).